# Petter Edvard Ohls
Petter Edvard Ohls,  P.E. Ohls, född 27 april 1872 i Replot, död 2 november 1914 i Vasa, var en finländsk fyrmästare. Han var kusin till Anders Ohls. 
Ohls verkade först som småskollärare i hembygden, anställdes 1899 som yngre fyrvaktare på Valsörarna, blev 1906 fyrmästare på Ulkokalla i Kalajoki vid farleden till Brahestad och 1907 på Gråhara utanför Helsingfors. Han avgick 1912, då lots- och fyrväsendet förryskades, och var därefter resekonsulent för Svenska folkpartiet samt resetalare och sekreterare i Finlands svenska nykterhetsförbund.
Ohls var på sina lediga stunder en trägen forskare. Han samlade material med anknytning till Replots historia och nedtecknade ortnamn från Vörå, Korsholm och Närpes ur handlingar från 1500-talet. Han ivrade för folkupplysning och hembygdsforskning samt skrev bidrag till Svenska folkskolans vänners kalender, bland annat dikter. Hans ortnamnsforskning resulterade i några smärre skrifter som publicerades 1910–1913.